# Corydoras garbei
Corydoras garbei és una espècie de peix de la família dels cal·líctids i de l'ordre dels siluriformes.

## Distribució geogràfica
Es troba a Sud-amèrica: conca del São Francisco al Brasil.